# Garkān-e Pā'īn
Garkān-e Pā'īn (persiska: گرکان سفلی, Garkān-e Soflá, گرکان پائین) är en ort i Iran.   Den ligger i provinsen Lorestan, i den västra delen av landet, 400 km sydväst om huvudstaden Teheran. Garkān-e Pā'īn ligger 1 654 meter över havet och antalet invånare är 470.
Terrängen runt Garkān-e Pā'īn är kuperad åt nordost, men åt sydväst är den platt.Runt Garkān-e Pā'īn är det ganska tätbefolkat, med 72 invånare per kvadratkilometer. Närmaste större samhälle är Aleshtar, 4,8 km söder om Garkān-e Pā'īn. Trakten runt Garkān-e Pā'īn består i huvudsak av gräsmarker.